# جائحة فيروس كورونا في كيبك
جَائِحَة فَيْرُوس كُورُونَا فِي كِيبِيك 2020 هي جزء من الجائحة الفيروسية العالمية الجارية التي بدأت عام 2019 وتستمر في 2020، وكان السبب في هذه الجائحة هو مرض فيروس كورونا 2019 (كوفيد-19)، وهو عبارة عن مرض مُعْدٍ مُكْتَشَف حديثًا يسببه فيروس كورونا المرتبط بالمتلازمة التنفسية الحادة الشديدة النوع 2 (سارس-كوف-2). وتمتلك مقاطعة كيبيك أكبر عدد من المصابين بالمرض في كندا. وبحلول 29 مارس 2020، سَجَّلَت المقاطعة ما مقداره 2,840 حالة إصابة مؤكدة، و29 حالة تعافٍ، بالإضافة إلى 22 حالة وفاة.

## خلفية
في 12 يناير 2020، أكدت منظمة الصحة العالمية عن ظهور فيروس كورونا المستجد كسبب للمرض التنفسي الذي أصاب مجموعة من الأشخاص في مدينة ووهان، مقاطعة خوبي، الصين، إذ أُبلغ عنهم إلى منظمة الصحة العالمية في 31 ديسمبر 2019. كانت نسبة الوفيات بين الحالات المُشخصة بكوفيد-19 أقل بكثير من جائحة فيروس سارس في عام 2003، لكن انتقال العدوى كان أكبر، والوفيات أيضًا.

## التسلسل الزمني للإجراءات المتبّعة
خطأ لوا: bad argument #1 to 'len' (string expected, got nil).
| [11] [24] 174 164 329 1612 38 [28] [26] [1] [13] 95 257 197 169 289 [1] [2] المحيط الأطلسي خليج هدسون خليج جيمس خليج أوغنافا خليج سانت لونس أعداد حالات الإصابة المؤكدة في كل منطقة إدارة صحية في كيبيك. آخر تحديث للأرقام: 30 مارس. المناطق التي تظهر أرقامها بين أقواس هي المناطق التي وُضِعَت حواجز للشرطة على الطرق الإقليمية المؤدية لها أو/و فُرِض فيها قيود على الدخول الجوّي؛ ذلك لمنع جميع الزيارات غير الضرورية لتلك المناطق. |

في 11 مارس 2020، أصدر رئيس وزراء كيبيك فرانسوا ليجول (François Legault) توصية غير إجبارية بإجراء الحجر الصحي لـ14 يومًا لجميع الطلاب وأعضاء الهيئات التدريسية العائدين من رحلات مدرسية قضوها في بلاد ينتشر فيها المرض (مثل الصين وإيطاليا) حتى ولو لم تظهر عليهم أية أعراض، بالإضافة لإلغاء أي رحلات قادمة لتلك المناطق. وفي نفس التاريخ، أُخْبِر الطلاب وأعضاء الهيئة التدريسية في مدارس متعددة بأن يلزموا بيوتهم بعد عودتهم مؤخرًا من زيارة إلى إيطاليا. وألغَت كلية ماري الدولية الفرنسية (Collège International Marie de France) في كيبيك إلغاء جميع الحصص التعليمية، وتعليق الامتحانات للطلاب المشتبه بإصابتهم بفيروس كورونا.
وفي 12 مارس، أعلن رئيس الوزراء بأن مقاطعة كيبيك قد تتخذ إجراءات صارمة لمواجهة انتشار الفيروس، مثل منع التجمّعات في الأماكن المغلقة لأكثر من 250 شخصًا، وفرض الحجر الصحي لمدة 14 يومًا للعائدين من السفر خارج البلاد من العمال الحكوميين والعاملين في القطاع الصحي والمعلمين. ونصح رئيس الوزراء السكان الذين تظهر عليهم أعراض تشبه أعراض الإنفلونزا وكذلك العائدين من السفر للخارج بأن يضعوا أنفسهم بالحجر الصحي الذاتي.
وفي 13 مارس، بدأت موجة كبيرة من عمليات الإغلاق والإلغاء الوقائية في أنحاء المقاطعة، ويتضمن ذلك إلغاء مواكب عيد القديس باتريك في مونتريال ومدينة كيبيك (هذه المرة الأولى منذ 196 سنة منذ بداية الاحتفال بالعيد)، وإلغاء جميع الأحداث العامة التي كان سيقيمها الحزب الحاكم في المقاطعة (ائتلاف مستقبل كيبيك-Coalition Avenir Québec)، وإلغاء جميع حفلات أوركيسترا مونتريال المخطط إقامتها قبل 5 إبريل (يتضمن ذلك الحفلة التي كانت ستقام في قاعة كارنيجي في مدينة نيويورك في أمريكا)، وإلغاء جميع عروض مسرح كيبيك الكبير المخطط إقامتها قبل 29 مارس. وأعلنت عمدة مونتريال فاليري بلنت إغلاق المرافق العامة اعتبارًا من 13 مارس، مثل الساحات، والمكتبات، والمرافق الرياضية، وبِرَك السباحة، بالإضافة إلى إغلاق حديقة مونتريال النباتية والقبة الفلكية في مونتريال. وفي 13 مارس تبنّت حكومة رئيس الوزراء العملَ بالقرار رقم 177 لعام 2020، والذي أُعْلِنَت بموجبه حالة الطواريء الصحية، بالإضافة إلى بداية العمل بقانون الصحة العامة (الذي تبنَّاه الحزب الكيبيكي عام 2001). بالتالي بدأت في المقاطعة حالة طواريء صحية مدتها 10 أيام.
وفي 14 مارس، أعلن رئيس الوزراء فرانسوا ليجول بأن مقاطعة كيبيك ستمنع الزيارات إلى المستشفيات ومراكز الرعاية طويلة الأمد، كما نصَح الأشخاص الذين تزيد أعمارهم عن 70 عامًا بأن يلزموا منازلهم. وفي وقت لاحق من ذلك اليوم، أعلنت الحكومة بأنها ستقدّم خدمات رعاية مجانية لأبناء العاملين في قطاعات الخدمات الأساسية، ويمكن أن يصل عدد الأماكن التي ستخصص للرعاية إلى 60 ألفًا من خلال استخدام ما يصل إلى 400 مدرسة أغلقتها الحكومة. وبحلول مساء يوم 14 مارس، وردت تقارير تفيد بأن مدينة مونتريال سترسل موظفين إلى مطار مونتريال الدولي لِيَنْصَحُوا القادمين من خارج البلاد بأن يَعْزِلُوا أنفسهم لمدة 14 يومًا، وكانت إدارة مدينة منتوريال مُحْبَطَة من استهتار الحكومة الفيديرالية المسؤولة عن المطار.
وأعلَن الرئيس ليجول إجراءات إضافية في 15 مارس، حيث أمر بإغلاق العديد من منشآت الترفيه التي تضمنت الحانات، وقاعات السينما، والصالات الرياضية، والبِرَك، وتلال التزلّج. كما أُمِرَت المطاعم بتقليل قدراتها الاستيعابية (أكثر عدد ممكن من الزوار) إلى النصف، كما أُمِرَت بِفَرْض سياسات التباعد الاجتماعي.
وفي 16 مارس، أعلنت الحكومة الفيديرالية أنها ستغلق الحدود الفيديرالية في وجه الجميع باستثناء المواطنين الكنديين وأقاربهم المباشرين، والمقيمين الدائمين، والمواطنين الأمريكيين، وطواقم الطيران، والدبلوماسيين. بالإضافة إلى ذلك، صدر أمر بأن تقتصر الرحلات الدولية في مطار مونتريال الدولي على الرحلات القادمة فقط، أي أن الرحلات القادمة من خارج كندا إلى المطار مسموحة، ولكن الرحلات من المطار إلى الخارج ممنوعة.
وفي 17 مارس، سمح دانيال ماكين (Danielle McCann) -وزيرة الصحة والخدمات الاجتماعية- لأبناء العاملين في مجالات معينة بالالتحاق بخدمات الرعاية، ذلك بالرغم من إغلاق مراكز الرعاية في وجه العامة.
وفي 15 مارس، ألغَت دانيال ماكين -وزيرة الصحة والخدمات الاجتماعية- العمل بقرارات محكمة كيبيك التي سمحت للأبناء المحتجزين في إدارة حماية الشباب (the Directorate of Youth Protection) بالاتصال الجسدي مع آباءهم البيولوجيين. وفي نفس اليوم صدر قرار بالسماح للمقيمين بالعزل والحجر الصحي بأن يتقدموا بطلب مساعدة مالية قدرها 573$ أسبوعيًا لمدة أقصاها أسبوعان، ذلك بشرط أن لا يكون المتقدم مستفيدًا من أي نوع آخر من الدعم. وأعلنت الحكومة أيضًا أنها ستمدد الموعد النهائي لسداد ضريبة الدخل، بالإضافة إلى أنها ستخصص مبلغ 2.9 مليار دولار كي تدعم الشركات التي تعاني مشاكلًا في السيولة نتيجةً لأزمة مرض كوفيد-19. كما طلبت الحكومة من سكان كيبيك عدم السفر من منطقة إلى أخرى. وأعلنت مدينة مونتريال عن تمديد الموعد النهائي لدفع الضريبة الخاصة بالمدينة، بالإضافة إلى تخصيص 5 ملايين دولار كدعم مالي طاريء للأعمال الصغيرة والمتوسطة.
وأدَّت سياسات التباعد الاجتماعي إلى رفع الطلب على الكهرباء بما نسبته 2.3% وإلى تخفيض الطلب التجاري بما نسبته 3.1% بين تاريخَيْ 13 مارس و19 مارس، ذلك حسب ما قاله المتحدث الرسمي لمؤسسة هيدرو-كيبيك (Hydro-Québec) العامة.
وفي 20 مارس، أُلقِيَ القبض على امرأة مصابة بالمرض؛ بسبب كسرها للحجر الصحي الذي كانت تخضع له وخروجها إلى الشارع في حي ليموالو في مدينة كيبيك، وكانت هذه المرة الأولى التي يجري فيها هذا النوع من الاعتقالات. وخلال اجتماع مجلس الوزراء في اليوم التالي، تقرَّرت زيادة مدة قرار إعلان حالة الطواريء -المتخذ في 13 مارس- 10 أيام إضافية.
وفي 21 مارس، صدر قرار بإغلاق جميع المتاجر الخاصة بشركة كحول كيبيك في أيام الأحد ابتداءًا من 22 مارس.
وفي 22 مارس، وقف سكان مدينة مونتريال على شرفات منازلهم في الثامنة مساءًا، وغنّوا معًا أغنية «مضى وقت طويل يا ماريان»(So Long, Marianne) التي كتبها الشاعر الكندي ليونارد كوهين؛ وذلك في إشارةٍ منهم إلى تضامنهم معًا في الأزمة الراهنة.
وفي 23 مارس، أعلن رئيس الوزراء إغلاق جميع قطاعات الأعمال غير الأساسية ابتداءًا من منتصف الليل يوم 24 مارس.
وفي 27 مارس، أُعْلِنَت حالة الطواريء الصحية العامة في مونتريال.
واعتبارًا من 28 مارس، فٌرِضَ الحجر المنزلي الإجباري لمدة 14 يومًا على كل من يدخل مقاطعة كيبيك. بالإضافة إلى ذلك، وُضِعَت القيود على دخول بعض المناطق من خلال وضع حواجز الشرطة في الشوارع ومراقبة حركة الطيران، والمناطق الآتية هي التي وُضِعَت عليها القيود: باس سان لوران، وأبيتيبي تيميسكومينغ، والشاطيء الشمالي، وساغيني لاك سان جان، وغاسبيسي آيل دي لا ماديلين، ونورد دو كيبيك، ونونافيك، وإيو آيستشي. وعلاوةً على ذلك، مُنِعَت عمليات اسئجار الشَّالِيهَات.

## الإجراءات المتبعة حاليًّا

### الإجراءات الداخلية في المقاطعة

#### التعليم
قرار مجلس الوزراء رقم 177 لعام (13 مارس): إغلاق جميع المدارس والجامعات حتى 27 مارس 2020، بالإضافة إلى إلغاء نشاطات مراكز الرعاية المدرسية والأسرية، ورياض الأطفال، باستثناء مراكز العناية بأبناء العاملين في القطاع الصحي. وفي 22 مارس، تمددت فترة القرار حتى تاريخ 1 مايو.

#### الاقتصاد/التمويل
- 573 دولار أسبوعيًا، لمدة 14 يومًا، للأشخاص الخاضعين للعزل أو الحجر الصحي، شريطة أنهم لا يخضعون لدعم آخر.[36]
- تأجيل سداد القروض الجامعية (للطلاب الذين اقترضوا لتسديد أقساط الجامعة)، مما يعني أنه لن توجد أية أقساط لِتُدْفَع في الستة أشهر القادمة، كما أن هذه الستة أشهر لن تضيف أية فوائد إضافية على القرض.[37]

#### الصحة العامة
- فرض القيود على الزيارات في مرافق العناية الصحية.
- افتتاح عيادات خاصة بمرض كوفيد-19.

القرارالإداري رقم 004 لعام 2020 (15 مارس): قد تَمْنَح القرارات الصحية الاختصاصية الصلاحيةَ لشخص غير مشمول بالقرار بأن يقوم بالمهام التي يتطلبها هذا القرار المطلوب، شريطة أن يكون عمر الشخص أقل من 70 عامًا. أي أن المختصين يمكنهم الحصول على مساعدة من أشخاص من غير الاختصاص في تنفيذ إجراءات معينة.

#### الحياة الاجتماعية
قرار مجلس الوزراء رقم 177 لعام 2020 (13 مارس): مَنْع التّجمّعات في الأماكن المغلقة لأكثر من 250 شخصًا بين تاريخَيْ 13 مارس و21 مارس.

القرار الإداري رقم 004 لعام 2020 (15 مارس): إلغاء نشاطات معظم المرافق العامة غير الأساسية التي تتضمن المُنْتَجَعَات، وبِرَك السباحة، ومحطات التزلّج، ومراكز الرياضات المائية، والساحات، والصالات الرياضية، والمراكز الرياضية، وقاعات السينما، وقاعات الرقص، وحدائق الحيوانات. كما طال هذا القرار جميع الحانات، والمراكز الليلية، ومطاعم البوفيه. وعلى أية حال، فإن المطاعم التي لا تشتمل على بوفيه بقيت مفتوحة ولكنها تعمل بنصف طاقتها الاستيعابية (أكبر عدد من الزبائن في وقت واحد) مع التشجيع على التباعد الاجتماعي بين الزبائن.

قرار مجلس الوزراء رقم 222 لعام 2020 (20 مارس): منع جميع التجمعات في الأماكن المغلقة والمفتوحة لأكثر من شخصين ابتداءًا من 21 مارس وحتى إشعار آخر.

#### النظام القضائي
القرار الإداري رقم 004 لعام 2020 (15 مارس): إقامة جميع جلسات الاستماع قبل المُحَاكَمَات القضائية والإدارية بعيدًا عن العامة، مما يعني إلغاء جلسات الاستماع العلنية. بالإضافة إلى منع جميع الزيارات إلى مراكز الاعتقال في كيبيك في ما عدا زيارات المحامين.
القرار الإداري رقم 006 لعام 2020 (19 مارس): إلغاء العمل بالقرار الصادر عن محكمة كيبيك الذي كان ينص على السماح للأبناء المُحْتَجَزِين في إدارة حماية الشباب (DPJ) بالاتصال الجسدي مع آباءهم البيولوجيين.

قرار مجلس الوزراء رقم 222 لعام 2020 (20 مارس): إعطاء الإجازات الطبية لجميع الأفراد الذين يقضون فترة عقوبة مُتَقَطِّعَة (يقضونها على فترات منفصلة) في السجن. بالإضافة إلى تعليق المواعيد النهائية لتقديم القضايا في محكمة كيبيك الإدارية، ومحكمة العمل الإدارية، والمحكمة الإدارية للأسواق المالية، ولجنة الوصول للمعلومات، وذلك خلال فترة الطواريء الصحية.

#### البلدية
القرار الإداري رقم 003 لعام 2020 (14 مارس): تأخير الانتخابات البلديّة.
القرار الإداري رقم 004 لعام 2020 (15 مارس): جميع اجتماعات المجالس والاجتماعات الإدارية والتنفيذية لكلٍّ من البلديات والمجتمعات المدنية وهيئات النقل مسموحةٌ شريطة أن تكون مغلقة بعيدة عن العلن.

### الإجراءات الصادرة من الحكومة الفيديرالية
- منع الدخول إلى البلاد باستثناء المواطنين الكنديين وأقاربهم المباشرين، والمقيمين الدائمين، والمواطنين الأمريكيين، وطواقم الطيران، والدبلوماسيين.
- في كيبيك، السماح لرحلات الطيران الدولي القادمة فقط إلى مطار مونتريال الدولي، أي أن رحلات الطيران إلى خارج كندا غير مسموحة في المطار.

## الحالات لكل منطقة إدارة صحية

### إجمالي المناطق
حتى تاريخ 13 مارس 2020، أشارت نتائج هيئات الصحة العامة أن جميع الإصابات ارتبطت بالسفر خارج البلاد، بالتالي لم يكن هناك اثبات أن المرض أصبح وباءًا مُجْتَمَعِيًّا.
وبحلول 18 مارس، أوردت تقارير أن عدد الحالات في كيبيك وصل إلى 94 حالة مؤكدة.
وفي 20 مارس، تأكد وصول عدد الحالات إلى 139 حالة في كيبيك.
وفي 21 مارس، سٌجِّلَت إصابة 42 حالة جديدة، مما رفع إجمالي الحالات إلى 181 حالة مؤكدة. وُضِعَت 19 حالة منها في المشفى، وعشرة أخرى كانت لكبار سن وضعوا في العناية المُرَكّزَة.

### (01) باس سان لوران
في 19 مارس، أُعلِنَت إصابة مواطن من مدينة ريفري دو لوب.
وابتداءًا من 28 مارس، وُضِعَت حواجز للشرطة على الطرق الإقليمية المؤدية للمنطقة؛ وذلك لمنع الزيارات غير الضرورية لغير سكان المنطقة.

### (02) ساغيني لاك سان جان
في 20 مارس، كشفت السلطات عن أول إصابة بمرض كوفيد-19 في المنطقة. وكان المصاب رجلًا عمره أقل من 40 عامًا، وكان قد وصل حديثًا من أوروبا للمشاركة في مهرجان ساغيني للأفلام القصيرة المقام في المنطقة. وقد حضر الرجل افتتاح المهرجان في 11 مارس، لكنه لم يذهب لأيٍ من عروض المهرجان بعدها، هذا ما قالته مارييل إيلين ريو المديرة العامة للمهرجان.
وابتداءًا من 28 مارس، وُضِعَت حواجز للشرطة على الطرق الإقليمية المؤدية للمنطقة؛ وذلك لمنع الزيارات غير الضرورية لغير سكان المنطقة.

### (04) موريسي ومركز كيبيك
في 11 مارس، أكدت وزارة الصحة والخدمات الاجتماعية حدوث أول حالة إصابة بمرض كوفيد-19 في موريسي. واستنادًا إلى مركز الصحة الجامعية المتكاملة والخدمات الاجتماعية في موريس، فالمصابة امرأة عادت إلى كندا من رحلة قضتها في فرنسا، وكانت تعمل في مركزٍ للابتكار والتطوير الاقتصادي في مدينة نهر تروا.
وفي 17 مارس، ظهر عمدة مدينة نهر تروا -جين لامارش- في بث مباشر على صفحة المدينة على فيسبوك، وقال أن الحالتين المصابتين في المنطقة إحداهما لشخص يعمل موظفًا للمدينة، والأخرى لشخص يعمل في مركز الابتكار والتطوير الاقتصادي.
واستنادًا لراديو كندا، سُجِّلَت الحالة الرابعة في المنطقة في مدينة شاوينيغان. وبحسب مركز الصحة الجامعية المتكاملة والخدمات الاجتماعية في موريس ومركز كيبيك، فالمصاب شخص عائد حديثًا من رحلة خارج المنطقة.
وفي 21 مارس، سُجِّلَت الحالة الخامسة في المنطقة. وكان المصاب عائدًا من سفره حديثًا.

### (05) إستري
في 12 مارس، أعلن مدير الصحة العامة الدكتور آلان بويرير تسجيل أول إصابة بمرض كوفيد-19 في المنطقة. وكان المصاب قد حديثًا من سفره إلى إيطاليا. وبعد ساعات، أُعلِنَ عن تسجيل ثاني الحالات لشخص عائد من السفر أيضًا.
وفي 14 مارس، أعلنت حكومة كيبيك تسجيل ثالث إصابة في إستري. وبحسب مركز الصحة الجامعية المتكاملة والخدمات الاجتماعية في إستري، فالمصاب لم يعد يسكن في المنطقة، إنما لا يزال يمتلك عنوانًا فيها، ولذلك كان من غير الواضح لأي منطقة احتُسٍبَت هذه الحالة: إما لإستري، أو للمنطقة التي انتقل إليها.
وفي 15 مارس، تسجلت إصابة جديدة في المنطقة كما أورد الدكتور ماري مود كوتور رئيس قسم الطواريء في هيئة الصحة العامة في إستري. وارتبطت هذه الحالة بالحالتين المُسَجَّلَتَيْن في 12 مارس.
وفي 18 مارس، سُجِّلَت 6 حالات إصابة جديدة، مما رفع إجمالي الحالات في المنطقة إلى تسعة. وبالاستناد للدكتور آلان بويرير، فإن هذه الحالات تعود لأشخاص رجعوا من رحلة إلى النمسا.
وفي 19 مارس، سُجِّلَت 6 حالات إصابة جديدة، مما رفع إجمالي الحالات في إستري إلى 18. وجميع تلك الإصابات هي لأشخاص إما عادوا من السفر حديثًا، أو يمتلكون أقاربًا مصابين مثل أزواجهم أو أبناءهم. وقال الدكتور بويرير لصحيفة المدرج (La Tribun) أنه «بشكل أساسي، هناك أشخاص صغيرو السن قرروا السفر لزيارة عائلاتهم خارج البلاد...وهؤلاء خضعوا للحجر الصحي المنزلي».

### (06)مونتريال
كانت الإصابة المؤكدة الأولى في مونتريال هي الإصابة الأولى في مقاطعة كيبيك كلها، وسُجِّلَت هذه الإصابة في 28 فبراير، والمصابة امرأة ذات 41 عامًا عادت في 24 فبراير من رحلة قضتها في إيران، وكانت عودتها من خلال رحلة جوية مرت في مدينة الدوحة العاصمة القطرية. ونُقِلَت هذه المصابة إلى المشفى اليهودي العام في 3 مارس، وأعيدت إلى منزلها في 4 مارس. ومنذ ذلك الحين بقيت في العزل في منزلها في حيْ فردان.
وفي 10 مارس، ذهب أحد الموظفين في مشفى إعادة التأهيل اليهودي في لافال إلى عمله المعتاد، ولم تكن تظهر عليه أية أعراض ولكنه كان حاملًا للمرض وناقلًا للعدوى في ذلك الوقت. وتبيَّنت بعدها إصابته بمرض كوفيد-19. صحيح أن الموظف يعمل في لافال، إلا أنه يسكن في مونتريال، بالتالي احتُسِبَت هذه الحالة على قوائم مونتريال.
وفي 14 مارس، أعلن مركز مستشفى جامعة سان جاستن المخصص للأمهات والأطفال عن تسجيل حالة إصابة بمرض كوفيد-19 لطفل عائد حديثًا من رحلة إلى أوروبا. وكانت هذه أول حالة إصابة لشخص قاصر في كيبيك كلها.
وفي 16 مارس، سُجِّلَت إصابة لطالب في كلية جان دي بريبوف.
وفي 19 مارس، سُجِّلَت إصابة لأحد الموظفين في مركز مستشفى جامعة سان جاستن.
وفي 20 مارس، صدر إعلان عن هيئات الصحة العامة أن الأفراد المصابين بكوفيد-19 قد تواجدوا في عدة أماكن عامة في مونتريال خلال الأسبوع السابق لتاريخ الإعلان، وهذه الأماكن العامة تتضمن خط القطار الواصل بين محطتَيْ آنغرينون وماكجيل، والباص رقم 106 الذي توجه من نيومان بوليفارد إلى محطة آنغرينون في 10 مارس، ومكتبة نوتردام دي جراس بتاريخ 11 مارس، والباص رقم 24 المتوجه غربًا عبر شارع شيربروك بين مشفى نوتردام ومتحف مونتريال للفنون الجميلة بتاريخ 12 مارس، ومطعم أونجا بتاريخ 13 مارس. هؤلاء الأفراد الذين تواجدوا في تلك المناطق هم من بين المصابين الأربعة الساكنين في مدينة كوت سان لوك الذين أعلن عن إصابتهم ميتشيل براونشتاين عمدة المدينة. وفي 20 مارس كذلك، وصلت إصابة جديدة إلى قسم الطواريء في مشفى ميزونوف-روزمونت في مونتريال، ذلك استنادًا إلى صحيفة الواجب (Le Devoir).
وفي 21 مارس، أعلن المغني الكندي ليني كيم عبر صفحته على إنستغرام أنه قد تبيّنَت إصابته ووالدته بمرض كوفيد-19 في بداية ذلك الأسبوع، وأنهما نُقِلَا إلى مشفى ميزونوف-روزمونت.

### (07) أوتاوي
وُجِدَت أولى حالات الإصابة بكوفيد-19 في المنطقة في قسم الطواريء الخاص بمشفى هول بتاريخ 18 مارس. وكانت الحالة لشخص عائد من السفر حديثًا، حسبما قال مركز أوتاوي للصحة المتكاملة والخدمات الاجتماعية. وأعلن المركز بعدها بيومَيْن في مؤتمر صحفي عن نقْل الحالة إلى المستشفى اليهودي العامّ في مونتريال كي يتلقى علاجًا إضافيًّا.
وفي 20 مارس، ظهرت ثاني إصابة لأحد سكان المنطقة، وهي سيدة كانت زائرة في مقاطعة أونتاريو، واكتُشِف مرضها هناك بعد إجراء الفحص.

### (08) أبيتيبي-تيميسكامانغ
ابتداءًا من 28 مارس، وُضِعَت حواجز للشرطة على الطرق الإقليمية المؤدية للمنطقة؛ وذلك لمنع الزيارات غير الضرورية لغير سكان المنطقة.

### (09) الشاطيء الشمالي
ابتداءًا من 28 مارس، وُضِعَت حواجز للشرطة على الطرق الإقليمية المؤدية للمنطقة؛ وذلك لمنع الزيارات غير الضرورية لغير سكان المنطقة.

### (10) شمال كيبيك
ظهرت أول إصابة بفيروس كورونا في بلديّة شيبوغامو. وكان المصاب شخصًا في الخمسينيَّات من العمر، ويُقال أنه أصيب بالعدوى أثناء سفره خارج البلاد. بدأت الأعراض بالظهور عليه في 7 مارس وبقي في العزل حتى خضوعه للفحص في 13 مارس.
ابتداءًا من 28 مارس، وُضِعَت حواجز للشرطة على الطرق الإقليمية المؤدية للمنطقة؛ وذلك لمنع الزيارات غير الضرورية لغير سكان المنطقة.

### (11)غاسبيزيا
ابتداءًا من 28 مارس، وُضِعَت حواجز للشرطة على الطرق الإقليمية المؤدية للمنطقة؛ وذلك لمنع الزيارات غير الضرورية لغير سكان المنطقة.

### (12)شوديير أبالاش
في 12 مارس، سٌجِّلَت أول إصابة في المنطقة، وكانت لشخص عائد من رحلة بحرية في الكاريبي، وهو من سكان مدينة ليفيس.
وفي 19 مارس، أعلنَت صحيفة الراوي (Le Nouvelliste) أن هناك طالِبَيْن من ضمن الحالات الستة المؤكدة في المنطقة: أحدهما طالب في مدرسة إيتويل في مقاطعة سان نيكولاس، والآخر طالب في ثانوية ليز إيتشيمون.
وفي 21 مارس، وصَلَت معلومات لراديو كندا بإصابة اثنين من المُدَرِّسين في ثانوية ليز إيتشيمون الواقعة في مدينة ليفيس، مما رفع عدد الموظفين المصابين في تلك الثانوية إلى ثلاثة. وأُصِيبَ زوج واحدة من هؤلاء الموظفين بكوفيد-19 أيضًا.

### (13)لافال
في 19 مارس، سُجِّلَت أول حالة إصابة بفيروس كورونا في لافال، وكان المصاب شخصًا يعمل في مجال الصحة، وهو يسكن في لافال، ولكن مكان عمله في منطقة أخرى.

### (14) لانوديير

#### الوَفَيَات
في 18 مارس، سُجّلَت أول حالة وفاة في لانوديير. واستنادًا إلى حفيدة المرأة المتوفاَّة، فالرَّاحلة امتلكت من العمر 82 عامًا، وكانت في حالة صحية سيئة، وكانت تعاني مشاكلًا في الجهاز التنفسي. وكانت تعيش في مركز رعاية المُسِنِّين في مدينة لافالتري.
وفي 21 مارس، تأكد حدوث 4 حالات وفاة جديدة بسبب مرض كوفيد-19 في منطقة لانوديير. ثلاثة وفيات منها كانت لكبار في السنّ يعيشون في نفس المَسْكَن الذي كانت تعيش في حالة الوفاة الأولى في المنطقة.

#### المصابُون
في 20 مارس، أعلنت هيئات الصحة العامة أن المصابين بالمرض تَرَدَّدُوا على مكانيْن في مدينة لافالتري: فادوك (أكبر منظمة للرعاية بالمسنين في كندا) بتاريخ 11 مارس، ومركز بيرتيفيل التطوّعي بتاريخ 12 مارس.

### (15) لورونتيد
في 5 مارس، أعلنت وزارة الصحة والشؤون الاجتماعية عن تسجيل ثاني حالة إصابة مٌحْتَمَلة (غير مؤكدة) في مقطاعة كيبيك كلها. وكان المصاب رجلًا سافر إلى الهند في فبراير، وكان يتلقَّى العلاج في مونت لوريل لأنه كان يعاني من أعراض تشبه أعراض الإصابة بفيروس كورونا. وفي 4 مارس، نُقِل المريض إلى المتشتفى اليهودي العام، حيث شُخِّص بحالة ذات الرئة، بالتالي تبين أن تلك لم تكن أعراضًا ناتجة من كوفيد-19.
وفي 13 مارس، أكَّد المتحدث الرسمي في قسم الصحة والخدمات الاجتماعية إصابةَ شخص عائد من رحلة إلى ميامي بمرض كوفيد-19.
وفي 14 مارس، أعلن قسم الصحة العامة في لورونتيد عن إصابة موظف في إحدى دور رعاية المسنين الخاصة في تيربون. والمصاب كان مسافرًا مؤخرًا إلى جمهورية الدومينيكان.

### (16) مونتيريجي
في 5 مارس، سٌجِّلَت ثالث حالة إصابة مٌحْتَمَلة (غير مؤكدة) في مقطاعة كيبيك كلها، وكانت تلك الحالة الأولى في مونتيريجي. وكانت المصابة امرأة عادت من فرنسا في 3 مارس.
وتأكدت رابع حالة إصابة في 8 مارس، وكانت المصابة امرأة عائدة من رحلة بحرية إلى المكسيك. وفي 10 مارس، أعلنت السلطات أن المصابة استخدمت وسائل النقل العامة ما بين 24 فبراير و6 مارس، وذهبت إلى محطات القطار التالية: بيري-يوكام، وتشامب دي مارس، ومحطة لونغول. وفي 10 مارس كذلك، قَيَّم رئيس الوزراء فرانسوا ليجول خطر الفيروس على كيبيك بأنه «ضعيف»، وكان ذلك تقييم ابتداءيًّا للفيروس حيث أنه لم يكن بذلك المقدار من التفشي.
وفي 13 مارس، سُجِّلَت إصابتان مؤكدتان جديدتان. إحداهما لشخص عائد من فرنسا، بينما الأخرى لشخص عائد من سفره إلى الكاريبي.
وفي 16 مارس، أٌعلِنَت إصابة طالبة في مدرسة ثانوية في بلدية مك ماسترفيل بفيروس كورونا.
وفي 18 مارس، ظهرت أول إصابة في منطقة كاناواكي، والمصاب طبيب يعمل في مركز مستشفى كاتري التذكاريّ. وكان هذا الطبيب مسافرًا إلى مدينة نيويورك من 7 مارس وحتى 9 مارس.
وفي 19 مارس، أعلن مركز إيستري للصحة المتكاملة والخدمات الاجتماعية عن تأكيد إصابة طبيب يعمل في مشفى غرانبي بمرض كوفيد-19.
وفي 20 مارس، أعلن مركز مونتيريجي للصحة المتكاملة والخدمات الاجتماعية عن تأكيد إصابة طبيب يعمل في مشفى آن-لابيرج في مدينة شاتوغيه بمرض كوفيد-19 بعد عودته من رحلة خارج البلاد. وفي ذلك اليوم أيضًا، أعلن رئيس بلدية غرانبي باسكال بونين عن إصابة طفل بكوفيد-19، وكان هذا الطفل قد ذهب إلى بركة ماينَر في غرانبي بتاريخ 11 مارس.
وفي 21 مارس، ذكرت صحيفة مونتريال أن هناك عدة حالات من ضمن الـ27 حالة التابعة لمنطقة إيستري اكتُشِفَت في غرانبي وبرومون داخل منطقة مونتيريجي، ومن ضمنها حالتان لاثنين من أعضاء الكادر الطبي في مشفى غرانبي.

### (17)نونافيك
في 24 مارس، مُنِعَت رحلات الطيران إلى نونافيك وكذلك رحلات الطيران بين البلدات في المنطقة، باستثناء العمال في الخدمات الأساسية، والمسافرين لأسباب صحية. ويعتبر الطيران الوسيلة الوحيدة للتنقل بين البلدات في نونافيك، حيث أنه لا توجد أية بلدة متصلة بشبكة من الطرق البرية التي تصلها بغيرها.
وفي 24 مارس، بدأت عمليات التنقيب عن النيكل بالتوقف في مناجم راغلان.
وفي 28 مارس، سُجِّلَت أول إصابة مؤكدة في بلدة سالويت، وهي كذلك الإصابة الأولى في منطقة نوفانيك كاملة، وكان المُصاب شخصًا عائدًا حديثًا من مونتريال. وكرد فِعْل على ذلك، فٌرِضَ حظر التجوّل في سالويت، كما أُلغِيَت جميع الرحلات الجوية في مطار سالويت؛ وذلك لغايات عزل بلدة سالويت عن باقي المناطق في نونافيك.

### (18) إيو آيستشي
في 26 مارس، سُجِّلَت أول إصابة لشخص من فئة شعب الكري التي يعود أصلها إلى منطقة إيو آيستشي، ولكن المصاب كان يسكن في مونتريال، بالتالي احتسبت تلك الإصابة لمنطقة مونتريال. وفي 27 مارس، سُجِّلَت أول حالة مؤكدة في المنطقة، وكانت لشخص يسكن في بلدة نيماسكا.
وابتداءًا من 28 مارس، وُضِعَت حواجز للشرطة على الطرق الإقليمية المؤدية للمنطقة؛ وذلك لمنع الزيارات غير الضرورية لغير سكان المنطقة.

### زوار من خارج كيبيك
في 16 مارس، سُجِّلَت أول إصابة بمرض كوفيد-19 لأحد زوار كيبيك من الخارج. ولم تعلن السلطات عن جنسيّته.

## تفاصيل حالات الإصابة
| التاريخ                | الإصابات الجديدة | الإصابات الجديدة | الإصابات الجديدة | الإصابات الجديدة | الإصابات الجديدة | الإصابات الجديدة | الإصابات الجديدة | الإصابات الجديدة | الإصابات الجديدة | الإصابات الجديدة | الإصابات الجديدة | الإصابات الجديدة | الإصابات الجديدة | الإصابات الجديدة | الإصابات الجديدة | الإصابات الجديدة | الإصابات الجديدة | الإصابات الجديدة | الإصابات الجديدة | الإصابات الجديدة | الإصابات المؤكدة | الإصابات المؤكدة | الحالات النشطة | الحالات النشطة | الحالات النشطة | الحالات المُنْتَهِيَة | الحالات المُنْتَهِيَة | الحالات المُنْتَهِيَة | الحالات المُنْتَهِيَة | الفحوصات      | الفحوصات      | مصادِر           |
| التاريخ                | 01               | 02               | 03               | 04               | 05               | 06               | 07               | 08               | 09               | 10               | 11               | 12               | 13               | 14               | 15               | 16               | 17               | 18               | زائر             | ؟                | الإصابات المؤكدة | الإصابات المؤكدة | الخطورة        | الخطورة        | الخطورة        | تَعَافٍ             | تَعَافٍ             | وفاة             | وفاة             | الفحوصات      | الفحوصات      |                 |
| التاريخ                | باس              | ساغ              | كاب              | مور              | إست              | مُنْت              | أوت              | أبي              | شاط              | شما              | غات              | شود              | لاف              | لان              | لور              | مون              | نون              | إيو              | زائر             | ؟                | جديد             | ترا              | طفيف           | مشفى           | و.ع.م          | جديد             | ترا              | جديد             | ترا              | سلبي          | نظر           |                 |
| ---------------------- | ---------------- | ---------------- | ---------------- | ---------------- | ---------------- | ---------------- | ---------------- | ---------------- | ---------------- | ---------------- | ---------------- | ---------------- | ---------------- | ---------------- | ---------------- | ---------------- | ---------------- | ---------------- | ---------------- | ---------------- | ---------------- | ---------------- | -------------- | -------------- | -------------- | ---------------- | ---------------- | ---------------- | ---------------- | ------------- | ------------- | --------------- |
| 28 فبراير              |                  |                  |                  |                  |                  | 1                |                  |                  |                  |                  |                  |                  |                  |                  |                  |                  |                  |                  |                  |                  | 1                | 1                |                |                |                |                  |                  |                  |                  |               |               |                 |
| 5 مارس                 |                  |                  |                  |                  |                  |                  |                  |                  |                  |                  |                  |                  |                  |                  | 1                |                  |                  |                  |                  |                  | 1                | 2                |                |                |                |                  |                  |                  |                  | 242           | 20            |                 |
| 6 مارس                 |                  |                  |                  |                  |                  |                  |                  |                  |                  |                  |                  |                  |                  |                  |                  | 1                |                  |                  |                  |                  | 1                | 3                |                |                |                |                  |                  |                  |                  |               |               |                 |
| 7 مارس                 |                  |                  |                  |                  |                  |                  |                  |                  |                  |                  |                  |                  |                  |                  |                  |                  |                  |                  |                  |                  | 0                | 3                |                |                |                |                  |                  |                  |                  |               |               |                 |
| 8 مارس                 |                  |                  |                  |                  |                  |                  |                  |                  |                  |                  |                  |                  |                  |                  |                  | 1                |                  |                  |                  |                  | 1                | 4                |                |                |                |                  |                  |                  |                  | 340           | 10            |                 |
| 9 مارس                 |                  |                  |                  |                  |                  |                  |                  |                  |                  |                  |                  |                  |                  |                  |                  |                  |                  |                  |                  |                  | 0                | 4                |                |                |                |                  |                  |                  |                  | 376           | 25            |                 |
| 10 مارس                |                  |                  |                  | 1                | 1                | 1                |                  |                  |                  |                  |                  |                  |                  |                  |                  |                  |                  |                  |                  |                  | 3                | 7                |                |                |                |                  |                  |                  |                  | 465           | 91            |                 |
| 11 مارس                |                  |                  |                  |                  |                  | 1                |                  |                  |                  |                  |                  |                  |                  |                  |                  |                  |                  |                  |                  |                  | 1                | 8                |                |                |                |                  |                  |                  |                  | 570           | 136           |                 |
| 12 مارس                |                  |                  |                  |                  | 1                | 4                |                  |                  |                  |                  |                  | 1                |                  |                  | 1                | 2                |                  |                  |                  |                  | 9                | 17               |                |                |                |                  |                  |                  |                  | 798           | 266           |                 |
| 13 مارس                |                  |                  |                  |                  |                  |                  |                  |                  |                  |                  |                  |                  |                  |                  |                  |                  |                  |                  |                  |                  | 0                | 17               |                |                |                |                  |                  |                  |                  | 1079          | 646           | [ 101 ]         |
| 14 مارس                |                  |                  |                  |                  | 1                | 1                |                  |                  |                  |                  |                  |                  |                  | 1                |                  | 3                |                  |                  |                  | 1                | 7                | 24               |                |                |                |                  |                  |                  |                  |               |               | [ 102 ]         |
| 15 مارس                |                  |                  | 2                | 2                | 1                | 2                |                  |                  |                  |                  |                  | 2                |                  | 1                | 1                | 2                |                  |                  | 1                | 1                | 15               | 39               |                |                |                |                  |                  |                  |                  |               |               | [ 103 ]         |
| 16 مارس                |                  |                  |                  |                  |                  | 8                |                  |                  |                  |                  |                  | 1                |                  | 1                |                  | 1                |                  |                  |                  | 1                | 11               | 50               |                |                |                |                  |                  |                  |                  |               |               | [ 104 ]         |
| 17 مارس                |                  |                  | 1                |                  | 5                | 4                |                  |                  |                  |                  |                  |                  |                  | 3                | 4                | 3                |                  |                  | 1                | 2                | 24               | 74               |                |                |                |                  |                  |                  |                  | 4778          | 2949          | [ 105 ]         |
| 18 مارس                |                  |                  | 5                |                  | 9                | 2                | 1                |                  |                  |                  |                  | 2                |                  |                  | 1                |                  |                  |                  |                  |                  | 20               | 94               |                |                |                | 1                | 1                | 1                | 1                | 5213          | 3627          | [ 106 ] [ 107 ] |
| 19 مارس                | 1                |                  | 2                |                  | 8                | 4                |                  |                  |                  |                  |                  |                  | 1                | 1                | 1                | 6                |                  |                  |                  | 3                | 27               | 121              | 112            | 7              |                | 0                | 1                | 0                | 1                | 6331          | 3997          | [ 108 ]         |
| 20 مارس                |                  |                  |                  | 1                |                  | 3                |                  |                  |                  | 1                |                  |                  |                  |                  | 1                | 2                |                  |                  |                  | 10               | 18               | 139              | 127            | 10             | 6              | 0                | 1                | 0                | 1                | 7666          | 2403          | [ 109 ]         |
| 21 مارس                |                  | 1                | 3                | 1                | 1                | 10               | 2                |                  |                  |                  |                  | 7                | 2                | 2                | 4                | 5                |                  |                  |                  | 4                | 42               | 181              | 155            | 20             | 10             | 0                | 1                | 3                | 4                | 9242          | 1512          |                 |
| 22 مارس                |                  |                  |                  | 2                | 3                | 5                | 2                |                  |                  |                  |                  |                  | 1                | 6                | 3                | 14               |                  |                  |                  | 2                | 38               | 219              | 190            | 24             | 13             | 0                | 1                | 0                | 4                | 9786          | 2063          |                 |
| 23 مارس                | 2                |                  | 20               | 9                | 18               | 219              | 3                | 3                |                  |                  | 3                | 2                | 17               | 35               | 13               | 26               |                  |                  | 1                | 38               | 409              | 628              | 578            | 45             | 20             | 0                | 1                | 0                | 4                | 11211         | 1888          |                 |
| 24 مارس                | 1                | 4                | 46               | 16               | 82               | 174              | 4                | 2                | 1                |                  | 4                | 26               | 39               | 5                | 14               | 59               |                  |                  | -3               | -62              | 412              | 1040             | 968            | 67             | 31             | 0                | 1                | 0                | 4                | 12202         | 2548          | [ 110 ]         |
| 25 مارس                | 2                | 3                | 16               | 3                | 39               | 164              | 1                |                  | 1                |                  |                  | 5                | 23               | 13               | 6                | 23               |                  |                  |                  |                  | 299              | 1339             | 1254           | 78             | 35             | 0                | 1                | 2                | 6                | 26634         | 2998          | [ 111 ]         |
| 26 مارس                |                  | 3                | 8                | 14               | 18               | 179              | 3                | 6                | 1                |                  |                  | 12               | 12               | 4                | 11               | 19               |                  |                  |                  |                  | 290              | 1629             | 1513           | 106            | 43             | 1                | 2                | 2                | 8                | 31854         | 2622          |                 |
| 27 مارس                | 1                | 5                | 3                | 20               | 40               | 189              | 2                | 7                | 3                |                  |                  | 15               | 35               | 25               | 20               | 26               |                  | 1                |                  |                  | 392              | 2021             | 1833           | 141            | 50             | 27               | 29               | 10               | 18               | 32335         | 7236          |                 |
| 28 مارس                | 1                | 2                | 42               | 16               | 26               | 248              | 8                | 6                | 7                |                  | 2                | 7                | 30               | 29               | 27               | 26               |                  |                  |                  |                  | 477              | 2498             | 2283           | 164            | 57             |                  | غير متوافر       | 4                | 22               | 43589         | 6757          |                 |
| 29 مارس                |                  |                  | 16               | 37               | 43               | 142              | 2                | 3                | 4                |                  |                  | 6                | 20               | 18               | 12               | 38               | 1                |                  |                  |                  | 342              | 2840             | 2597           | 192            | 72             |                  | غير متوافر       | 0                | 22               | 49364         | 6313          |                 |
| إجمالي الحالات المؤكدة | 8                | 18               | 164              | 122              | 296              | 1361             | 28               | 27               | 17               | 1                | 9                | 86               | 180              | 144              | 120              | 257              | 1                | 1                | 0                | 0                | 2498 حالة مؤكدة  | 2498 حالة مؤكدة  | 2789 حالة نَشِطَة | 2789 حالة نَشِطَة | 2789 حالة نَشِطَة | 29 حالة تعافٍ     | 29 حالة تعافٍ     | 22 حالة وفاة     | 22 حالة وفاة     | المصدر الرسمي | المصدر الرسمي | المصدر الرسمي   |
|                        | باس              | ساغ              | كاب              | مور              | إست              | مُنْت              | أوت              | أبي              | شاط              | شما              | غات              | شود              | لاف              | لان              | لور              | مون              | نون              | إيو              | زائر             | ؟                | 2498 حالة مؤكدة  | 2498 حالة مؤكدة  | 2789 حالة نَشِطَة | 2789 حالة نَشِطَة | 2789 حالة نَشِطَة | 51 حالة مُنْتَهِيَة   | 51 حالة مُنْتَهِيَة   | 51 حالة مُنْتَهِيَة   | 51 حالة مُنْتَهِيَة   | المصدر الرسمي | المصدر الرسمي | المصدر الرسمي   |
| 01                     | 02               | 03               | 04               | 05               | 06               | 07               | 08               | 09               | 10               | 11               | 12               | 13               | 14               | 15               | 16               | 17               | 18               | زائر             | ؟                |                  | 2498 حالة مؤكدة  | 2498 حالة مؤكدة  | 2789 حالة نَشِطَة | 2789 حالة نَشِطَة | 2789 حالة نَشِطَة | 51 حالة مُنْتَهِيَة   | 51 حالة مُنْتَهِيَة   | 51 حالة مُنْتَهِيَة   | 51 حالة مُنْتَهِيَة   | المصدر الرسمي | المصدر الرسمي | المصدر الرسمي   |

نُلاحَظ في الجدول السابق وجود ارتفاع كبير في عدد الحالات المؤكدة ابتداءًا من 23 مارس، يعود السبب في ذلك إلى التوجيهات الجديدة التي نصَّت على أن نتائج فحوص تفاعل البوليمراز المتسلسل في المستشفيات المعنِيّة لم تعد بحاجة للمُصَادَقَة من مختبر الصحة العامة. أما قبل 23 مارس، فلم تُعْتَبَر الحالات المُشَخَّصة في المستشفيات «مؤكدة»، بل كانت حالات «مُحْتَمَلَة».